# Nati il 15 maggio
| Questa pagina contiene informazioni ricavate automaticamente dalle voci biografiche con l'ausilio del template Bio e di un bot. L'aggiornamento è periodico e automatico e ricostruisce completamente la pagina. Se manca una persona in questa lista, sei pregato di non aggiungerla, ma accertati piuttosto che la sua voce biografica contenga il template Bio e che i dati anagrafici siano correttamente compilati. Se il template Bio manca, inseriscilo tu stesso o, in alternativa, metti l'avviso {{tmp\|Bio}} che ne segnala la mancanza. Se i dati riportati sono sbagliati, correggi direttamente la voce biografica; le modifiche saranno visibili in questa lista entro pochi giorni. Per chiarimenti vedi il progetto biografie. La lista contiene solo le 1.264 persone che sono citate nell'enciclopedia e per le quali è stato implementato correttamente il template Bio. Pagina aggiornata al 13 ago 2025. |

## XIV secolo(1)
- 1397 - Sejong il Grande, re coreano († 1450)

## XV secolo(3)
- 1430 - Pierfrancesco de' Medici il Vecchio, banchiere italiano († 1476)
- 1459 - Ercole Bentivoglio, condottiero italiano († 1507)
- 1459 - Giovanni I del Palatinato-Simmern, nobile tedesco († 1509)

## XVI secolo(6)
- 1531 - Maria d'Austria, duchessa († 1581)
- 1559 - Johann Georg Gödelmann, giurista, diplomatico e scrittore tedesco († 1611)
- 1565 - Hendrick de Keyser il Vecchio, architetto, scultore e medaglista olandese († 1621)
- 1566 - Alessandro I Pico della Mirandola, nobile e militare italiano († 1637)
- 1585 - Giovanni Pietro Volpi, vescovo cattolico italiano († 1636)
- 1594 - Cesare Monti, cardinale italiano († 1650)

## XVII secolo(20)
- 1608 - Renato Goupil, gesuita, missionario e santo francese († 1642)
- 1617 - Ulrico di Württemberg-Neuenburg, duca († 1671)
- 1622 - Ottavio I Gonzaga, nobile e militare italiano († 1663)
- 1625 - Carlo Maratta, pittore e restauratore italiano († 1713)
- 1628 - Carlo Cignani, pittore italiano († 1719)
- 1632 - Adolfo Guglielmo di Sassonia-Eisenach, nobile († 1668)
- 1633 - Sébastien Le Prestre de Vauban, generale francese († 1707)
- 1637 - Valentin Heins, matematico tedesco († 1704)
- 1645 - George Jeffreys, magistrato inglese († 1689)
- 1648 - Bartolomeo Bimbi, pittore italiano († 1729)
- 1648 - Guglielmo d'Assia-Rotenburg, nobile († 1725)
- 1652 - Giacomo Boncompagni, cardinale e arcivescovo cattolico italiano († 1731)
- 1653 - Arnold de Ville, ingegnere e imprenditore francese († 1722)
- 1665 - Gundakar Ludwig von Althann, nobile, generale e diplomatico austriaco († 1747)
- 1667 - Inhyeon di Joseon, regina coreana († 1701)
- 1674 - John Cecil, VI conte di Exeter, nobile e politico inglese († 1721)
- 1679 - Giuseppe Maria Casotti, archivista e storico italiano († 1740)
- 1683 - Cristiano Ludovico II di Meclemburgo-Schwerin, duca († 1756)
- 1689 - Mary Wortley Montagu, scrittrice e poetessa inglese († 1762)
- 1697 - Ernestina del Palatinato-Sulzbach, principessa tedesca († 1775)

## XVIII secolo(40)
- 1708 - Johann Adolph Scheibe, compositore e musicologo tedesco († 1776)
- 1713 - Jozef Karol Hell, ingegnere e inventore slovacco († 1789)
- 1720 - Maximilian Hell, astronomo e gesuita ungherese († 1792)
- 1721 - Dmitrij Michajlovič Golicyn, diplomatico e ufficiale russo († 1793)
- 1730 - Melchiorre Cesarotti, scrittore, traduttore e linguista italiano († 1808)
- 1740 - Johann Georg Heinrich Feder, filosofo tedesco († 1821)
- 1749 - Levi Lincoln senior, politico statunitense († 1820)
- 1754 - Pierre Dutillieu, compositore italiano († 1798)
- 1754 - Johann Peter Theodor von Wacquant-Geozelles, generale, diplomatico e nobile austriaco († 1844)
- 1758 - Thomas Taylor, filosofo britannico († 1835)
- 1759 - Maria Theresia von Paradis, pianista, compositrice e musicista austriaca († 1824)
- 1764 - Claude Basire, politico francese († 1794)
- 1764 - Leonardo Correr, ammiraglio italiano († 1807)
- 1765 - Isidro González Velázquez, architetto spagnolo († 1829)
- 1766 - Bartolommeo Gamba, scrittore e bibliografo italiano († 1841)
- 1766 - Boris Andreevič Golicyn, ufficiale russo († 1822)
- 1766 - Gennaro Ravizza, storico italiano († 1836)
- 1767 - Gabriel Peignot, bibliografo francese († 1849)
- 1768 - Antonio Morrocchesi, attore teatrale italiano († 1838)
- 1773 - Klemens von Metternich, nobile, diplomatico e politico austriaco († 1859)
- 1774 - Johann Nepomuk von Fuchs, chimico e mineralogista tedesco († 1856)
- 1778 - Vittorio Pilo Boyl, nobile, militare e politico italiano († 1834)
- 1778 - Aleksander Stanisław Potocki, nobile e ufficiale polacco († 1845)
- 1781 - Jakob Gabriel Trog, farmacista, botanico e micologo svizzero († 1865)
- 1786 - Gregers Lundh, storico norvegese († 1836)
- 1786 - Antonio Mezzanotte, letterato e scrittore italiano († 1857)
- 1786 - Dimitrios Plapoutas, generale greco († 1864)
- 1788 - Neil Arnott, medico scozzese († 1874)
- 1788 - James Gadsden, militare, imprenditore e diplomatico statunitense († 1858)
- 1789 - Giuseppe Bianchi, storico, abate e presbitero italiano († 1868)
- 1791 - Floris Adriaan van Hall, politico olandese († 1866)
- 1792 - Lajos Aulich, patriota ungherese († 1849)
- 1792 - James Mayer de Rothschild, banchiere francese († 1868)
- 1793 - Friedrich Wilhelm von Berg, generale e politico lituano († 1874)
- 1794 - Joseph-Daniel Guigniaut, grecista francese († 1876)
- 1795 - Adolf Bernhard Marx, compositore, musicologo e critico musicale tedesco († 1866)
- 1797 - Giuseppe Musio, magistrato e politico italiano († 1876)
- 1797 - Constantine Phipps, I marchese di Normanby, politico inglese († 1863)
- 1800 - Carl Heinrich Theodor Knorr, imprenditore tedesco († 1875)
- 1800 - Giosuè Maria Saggese, arcivescovo cattolico italiano († 1852)

## XIX secolo(169)
- 1801 - Joseph Ludwig Raabe, matematico svizzero († 1859)
- 1802 - Isaac Ridgeway Trimble, generale statunitense († 1888)
- 1803 - Juan Nepomuceno Almonte, militare, politico e diplomatico messicano († 1869)
- 1803 - Charles Vilain XIIII, politico belga († 1878)
- 1804 - Pierre Auguste d'Orville, compositore di scacchi tedesco († 1864)
- 1806 - Gaetano Bedini, cardinale e arcivescovo cattolico italiano († 1864)
- 1806 - Joseph-Charles-Anthelme Cassaignolles, generale francese († 1866)
- 1807 - Luigi Ferdinando Casamorata, compositore e critico musicale italiano († 1881)
- 1808 - Michael William Balfe, compositore, baritono e direttore d'orchestra irlandese († 1870)
- 1808 - Dominique-Marie Bouix, giurista francese († 1870)
- 1811 - Jean-Baptiste Pitois, letterato e esoterista francese († 1877)
- 1811 - Georg von Vincke, politico prussiano († 1875)
- 1812 - Giovanni Benini, vescovo cattolico italiano († 1896)
- 1812 - Jean Pellé, generale francese († 1883)
- 1813 - Stephen Heller, compositore e pianista ungherese († 1888)
- 1813 - Georges-Frédéric Roskopf, inventore tedesco († 1889)
- 1814 - Antoine Chintreuil, pittore francese († 1873)
- 1816 - Giovanni Codazza, ingegnere, fisico e matematico italiano († 1877)
- 1817 - Mario Rizzari, docente, economista e politico italiano († 1886)
- 1818 - Paolo Micallef, arcivescovo cattolico maltese († 1883)
- 1818 - Ercole Roselli, matematico, filosofo e rivoluzionario italiano († 1905)
- 1819 - Ferdinand Poschacher von Poschach, militare austriaco († 1866)
- 1819 - Friedrich Rochleder, chimico austriaco († 1874)
- 1822 - Bruto Fabricatore, politico e letterato italiano († 1891)
- 1822 - Giovanni Carlo di Borbone-Spagna, spagnolo († 1887)
- 1825 - Maria Teresa Scrilli, religiosa italiana († 1889)
- 1826 - Andrea Guarneri, politico italiano († 1914)
- 1826 - Henri Mouhot, naturalista e esploratore francese († 1861)
- 1827 - Knud Bergslien, pittore norvegese († 1908)
- 1827 - Alfred-Adolphe-Édouard Lepère, pittore e scultore francese († 1904)
- 1830 - Laurence Simmons Baker, militare statunitense († 1907)
- 1832 - Costantino Ressman, diplomatico, politico e antiquario italiano († 1899)
- 1833 - Pacifico Ceresa, imprenditore e politico italiano († 1905)
- 1835 - Augusto Bonetti, arcivescovo cattolico italiano († 1904)
- 1835 - Émile Mathieu, matematico francese († 1890)
- 1838 - Ulysse Butin, pittore francese († 1883)
- 1838 - Nicolae Grigorescu, pittore rumeno († 1907)
- 1840 - Ernest Callot, dirigente sportivo e traduttore francese († 1912)
- 1840 - Leopoldo Maggi, biologo, zoologo e geologo italiano († 1905)
- 1840 - George Ernest Shelley, geologo e ornitologo britannico († 1910)
- 1842 - Ludovico Vittorio d'Asburgo-Lorena, principe austriaco († 1919)
- 1845 - Antonio Fratti, patriota, politico e avvocato italiano († 1897)
- 1846 - Otto Wilhelm Madelung, chirurgo tedesco († 1926)
- 1847 - Edwin Ray Lankester, biologo e zoologo britannico († 1929)
- 1848 - Onorato Carlandi, pittore italiano († 1939)
- 1848 - Ernest Alexandre Honoré Coquelin, attore francese († 1909)
- 1848 - Viktor Michajlovič Vasnecov, pittore russo († 1926)
- 1848 - Carl Wernicke, psichiatra e neurologo tedesco († 1905)
- 1850 - Amédée Aubry, tiratore a volo francese
- 1850 - Jan Beyzym, presbitero polacco († 1912)
- 1850 - Felice Santini, medico, militare e politico italiano († 1922)
- 1851 - Wilhelmine Ittenbach, pittrice e illustratrice tedesca († 1891)
- 1851 - Herbert Lawford, tennista, calciatore e enciclopedista britannico († 1925)
- 1852 - Marija Nikolaevna Ošanina, rivoluzionaria russa († 1898)
- 1853 - Sof'ja Illarionovna Bardina, rivoluzionaria russa († 1883)
- 1854 - Ivan Horbačevs'kyj, chimico ucraino († 1942)
- 1855 - Eduard von Keyserling, scrittore tedesco († 1918)
- 1856 - L. Frank Baum, scrittore e produttore cinematografico statunitense († 1919)
- 1856 - Alfredo Edel, pittore, costumista e illustratore italiano († 1912)
- 1856 - Josef Valentin Kassin, scultore austriaco († 1931)
- 1856 - Matthias Zurbriggen, alpinista svizzero († 1917)
- 1857 - Williamina Fleming, astronoma britannica († 1911)
- 1858 - Cecil Burney, ammiraglio britannico († 1929)
- 1858 - Rosalbino Santoro, pittore italiano
- 1859 - Jim Allen, calciatore nordirlandese († 1937)
- 1859 - Pierre Curie, fisico e matematico francese († 1906)
- 1859 - Natalija Obrenović, sovrana serba († 1941)
- 1859 - Karel Škorpil, archeologo ceco († 1944)
- 1860 - Ellen Louise Wilson, first lady statunitense († 1914)
- 1862 - Cassius Jackson Keyser, matematico statunitense († 1947)
- 1862 - Arthur Schnitzler, medico, scrittore e drammaturgo austriaco († 1931)
- 1863 - Frank Hornby, inventore, imprenditore e politico britannico († 1936)
- 1864 - Enrico Ducci, matematico italiano († 1940)
- 1864 - Vilhelm Hammershøi, pittore danese († 1916)
- 1865 - Cândido Rondon, militare brasiliano († 1958)
- 1865 - Albert Verwey, poeta e saggista olandese († 1937)
- 1866 - Emilia Errera, scrittrice italiana († 1901)
- 1867 - Giuseppe Alessi, scacchista italiano († 1945)
- 1867 - Fredrik Hjalmar Johansen, esploratore norvegese († 1913)
- 1867 - Eugenia von der Leyen, mistica tedesca († 1929)
- 1869 - Paul Probst, tiratore a segno svizzero († 1945)
- 1870 - Giovanni Battista Ciolina, pittore italiano († 1955)
- 1870 - František Skyčák, politico, imprenditore e banchiere slovacco († 1953)
- 1871 - Giulietta Gordigiani, cantante lirica e pianista italiana († 1957)
- 1871 - Wilhelm von Opel, imprenditore tedesco († 1948)
- 1871 - Naima Sahlbom, chimica svedese († 1957)
- 1871 - Mysterious Billy Smith, pugile canadese († 1937)
- 1873 - Nikolaj Nikolaevič Čerepnin, compositore, pianista e direttore d'orchestra russo († 1945)
- 1873 - Arturo Maroni, matematico italiano († 1966)
- 1873 - Pavlo Petrovyč Skoropads'kyj, nobile e militare ucraino († 1945)
- 1874 - Stanley Dark, attore, commediografo e sceneggiatore inglese
- 1874 - Charles Mason Remey, architetto statunitense († 1974)
- 1874 - Richard Schirrmann, insegnante tedesco († 1961)
- 1875 - Eduino Maoro, architetto italiano († 1950)
- 1877 - Gabriel Faure, poeta e scrittore francese († 1962)
- 1879 - Francesco Carnelutti, avvocato e giurista italiano († 1965)
- 1879 - Ramiro Fabiani, geologo e paleontologo italiano († 1954)
- 1879 - Albert Ireton, tiratore di fune e pugile britannico († 1947)
- 1879 - Matheson Lang, attore e drammaturgo canadese († 1948)
- 1880 - Otto Dibelius, vescovo tedesco († 1967)
- 1880 - Antonio Rubino, disegnatore italiano († 1964)
- 1880 - Thomas Thorstensen, ginnasta norvegese († 1953)
- 1880 - Antony Wattelier, ciclista su strada e pistard francese († 1914)
- 1881 - Giuseppe Rossi, militare e imprenditore italiano († 1957)
- 1881 - Angelo Sullam, giurista e attivista italiano († 1971)
- 1882 - Walter White, calciatore britannico († 1950)
- 1883 - Antonio Alberti, politico italiano († 1956)
- 1883 - Maurice Feltin, cardinale e arcivescovo cattolico francese († 1975)
- 1883 - Theodore Wright, militare britannico († 1914)
- 1884 - Giuseppe Caronia, politico e pediatra italiano († 1977)
- 1884 - Joseph Dréher, mezzofondista francese († 1941)
- 1884 - Gösta Lilliehöök, pentatleta svedese († 1974)
- 1884 - Yasuji Okamura, generale giapponese († 1966)
- 1884 - Max Taut, architetto tedesco († 1967)
- 1885 - Maurice Roche, IV barone Fermoy, politico irlandese († 1955)
- 1885 - Rudolf Fickeisen, canottiere tedesco († 1944)
- 1885 - Marian Kukiel, storico e generale polacco († 1972)
- 1886 - Per Bergman, velista svedese († 1950)
- 1886 - Helen Cruickshank, poetessa scozzese († 1975)
- 1886 - Hubert Pearson, calciatore inglese († 1955)
- 1887 - Edwin Muir, poeta, scrittore e traduttore britannico († 1959)
- 1889 - Adolf Florensa i Ferrer, architetto spagnolo († 1968)
- 1889 - Mitoyo Kawate, supercentenaria giapponese († 2003)
- 1889 - Graziella Pareto, soprano spagnolo († 1973)
- 1889 - Pierre Van De Velde, ciclista su strada e pistard belga († 1977)
- 1889 - Harry Wills, pugile statunitense († 1958)
- 1890 - Elia Abu Madi, poeta libanese († 1957)
- 1890 - Sali Nivica, politico, patriota e giornalista albanese († 1920)
- 1890 - Katherine Anne Porter, giornalista, scrittrice e attivista statunitense († 1980)
- 1891 - Michail Afanas'evič Bulgakov, scrittore e drammaturgo russo († 1940)
- 1891 - Jella Lepman, giornalista, scrittrice e traduttrice tedesca († 1970)
- 1891 - Tōgo Murano, architetto giapponese († 1984)
- 1891 - David Vogel, scrittore ucraino († 1944)
- 1892 - André Luguet, attore, regista e sceneggiatore francese († 1979)
- 1892 - Shigeyoshi Miwa, ammiraglio giapponese († 1959)
- 1892 - Jimmy Wilde, pugile britannico († 1969)
- 1893 - Johanna Marie Barends, olandese
- 1893 - Bekir Çobanzade, letterato ucraino († 1937)
- 1893 - Hans Trier Hansen, ginnasta danese († 1980)
- 1893 - Fusae Ichikawa, politica giapponese († 1981)
- 1894 - Josef Jacobs, militare e aviatore tedesco († 1978)
- 1894 - Consuelo Kanaga, fotografa e scrittrice statunitense († 1978)
- 1894 - Peter Martin Lampel, scrittore, sceneggiatore e drammaturgo tedesco († 1965)
- 1894 - Fred Murray, ostacolista statunitense († 1973)
- 1894 - Ture Ödlund, giocatore di curling svedese († 1942)
- 1894 - Marion Sunshine, attrice e cantante statunitense († 1963)
- 1895 - Prescott Bush, politico e banchiere statunitense († 1972)
- 1895 - William D. Byron, politico statunitense († 1941)
- 1895 - Antonio Capetti, ingegnere italiano († 1970)
- 1895 - Foscolo Lombardi, politico e partigiano italiano († 1973)
- 1895 - Luigi Saccenti, architetto italiano († 1972)
- 1896 - Fritz Julius Kuhn, politico tedesco († 1951)
- 1896 - Vincenzo Rossetti, medico italiano († 1974)
- 1896 - Rudolf Sieckenius, generale tedesco († 1945)
- 1897 - Henry Kaltenbrunn, ciclista su strada e pistard sudafricano († 1971)
- 1897 - Piero Mentasti, politico e partigiano italiano († 1958)
- 1897 - Wifredo Ricart, ingegnere spagnolo († 1974)
- 1897 - Rudolf Schwarz, architetto tedesco († 1961)
- 1898 - Arletty, attrice francese († 1992)
- 1898 - Gigi Chessa, pittore e scenografo italiano († 1935)
- 1898 - Harald Finstad, calciatore norvegese († 1992)
- 1898 - Henri Padou, nuotatore e pallanuotista francese († 1981)
- 1898 - Kurt Schupke, militare tedesco († 1948)
- 1899 - Mario Fregonara, militare italiano († 1941)
- 1899 - William Hume-Rothery, chimico britannico († 1968)
- 1899 - Giuseppe Liuzzi, calciatore italiano († 1985)
- 1900 - Daniele Fontana, disegnatore, illustratore e pittore italiano († 1984)
- 1900 - Dante Gorreri, antifascista, partigiano e politico italiano († 1987)
- 1900 - Ida Rhodes, matematica russa († 1986)

## XX secolo(996)
- 1901 - Dorothy Hansine Andersen, patologa e pediatra statunitense († 1963)
- 1901 - Antonín Carvan, calciatore cecoslovacco († 1959)
- 1901 - Xavier Herbert, scrittore australiano († 1984)
- 1901 - Konrad Meyer-Hetling, criminale di guerra tedesco († 1973)
- 1901 - Luis Monti, calciatore e allenatore di calcio argentino († 1983)
- 1901 - Jacques Natanson, drammaturgo, regista e sceneggiatore francese († 1975)
- 1901 - Vladimir Vinek, calciatore jugoslavo († 1945)
- 1902 - Pippo Barzizza, compositore, arrangiatore e direttore d'orchestra italiano († 1994)
- 1902 - Richard J. Daley, politico statunitense († 1976)
- 1902 - Stefan Mykhailovich Kozik, astronomo russo († 1979)
- 1902 - Guido Leoni, liutaio italiano († 1978)
- 1902 - Anny Ondra, attrice ceca († 1987)
- 1903 - Jean Cavaillès, filosofo e logico francese († 1944)
- 1903 - Corrado Curcio, letterato e filosofo italiano († 1981)
- 1903 - Germaine Dieterlen, etnologa francese († 1999)
- 1903 - Herbert Klemm, avvocato tedesco († 1963)
- 1903 - Maria Reiche, matematica, archeologa e traduttrice tedesca († 1998)
- 1904 - Gustaf Adolf Boltenstern Jr., cavaliere svedese († 1995)
- 1904 - Mario Bonfantini, scrittore, critico letterario e sceneggiatore italiano († 1978)
- 1904 - Antonello Gerbi, storico e economista italiano († 1976)
- 1904 - Paul D. Harkins, generale statunitense († 1984)
- 1905 - Pio Caimmi, ciclista su strada italiano († 1968)
- 1905 - Joseph Cotten, attore statunitense († 1994)
- 1905 - Mario Della Grisa, calciatore italiano († 1991)
- 1905 - Albert Dubout, illustratore, pittore e scultore francese († 1976)
- 1905 - André Fraigneau, scrittore, curatore editoriale e latinista francese († 1991)
- 1905 - Fritz Genschow, attore, regista e produttore cinematografico tedesco († 1977)
- 1905 - Renato Giunti, editore e antifascista italiano († 1983)
- 1905 - Hugo Rignold, direttore d'orchestra e violinista inglese († 1976)
- 1905 - John L. Russell, direttore della fotografia statunitense († 1967)
- 1905 - Abraham Zapruder, ucraino († 1970)
- 1905 - Willem Johan van Bloomestein, ingegnere olandese († 1985)
- 1906 - Alf Andersen, combinatista nordico e saltatore con gli sci norvegese († 1975)
- 1906 - Humberto Delgado, generale e politico portoghese († 1965)
- 1906 - Mariechen Wehselau, nuotatrice statunitense († 1992)
- 1907 - Ruth Werner, agente segreta russa († 2000)
- 1907 - Chapman Mortimer, scrittore scozzese († 1988)
- 1907 - Vittorio Nino Novarese, costumista, scenografo e sceneggiatore italiano († 1983)
- 1907 - Walter Segal, architetto svizzero († 1985)
- 1907 - Raimondo Viale, presbitero italiano († 1984)
- 1908 - Attilio Castrogiovanni, politico e avvocato italiano († 1978)
- 1908 - Emil Joseph Diemer, scacchista e giornalista tedesco († 1990)
- 1908 - Joe Grant, sceneggiatore e character designer statunitense († 2005)
- 1908 - Sylvio Hoffmann, calciatore brasiliano († 1991)
- 1909 - Alf Engen, sciatore alpino statunitense († 1997)
- 1909 - James Mason, attore britannico († 1984)
- 1909 - Luigi Spanghero, calciatore e allenatore di calcio italiano († 1997)
- 1910 - Johann Auer, presbitero e teologo tedesco († 1989)
- 1910 - Constance Cummings, attrice statunitense († 2005)
- 1910 - Theodor Förster, chimico e fisico tedesco († 1974)
- 1910 - Heini Göbel, attore tedesco († 2009)
- 1910 - Candido Grassi, politico e partigiano italiano († 1969)
- 1910 - Roland Lindberg, calciatore svedese († 1993)
- 1910 - Ferenc Pusztai, calciatore ungherese († 1973)
- 1910 - Odo Spadazzi, politico e imprenditore italiano († 1989)
- 1911 - Carlo Bellero, direttore della fotografia italiano († 1988)
- 1911 - Max Frisch, scrittore e architetto svizzero († 1991)
- 1911 - Herta Oberheuser, medico tedesco († 1978)
- 1911 - Roberto Rebecchi, scultore, pittore e incisore italiano († 1997)
- 1912 - Michele Fiorino, militare italiano († 1940)
- 1912 - Max Kämpf, pittore svizzero († 1982)
- 1913 - Fabrizio Clerici, pittore, scenografo e costumista italiano († 1993)
- 1913 - André De Toth, regista, sceneggiatore e drammaturgo ungherese († 2002)
- 1913 - Alvaro Mairani, fumettista italiano († 1997)
- 1914 - Turk Broda, hockeista su ghiaccio e allenatore di hockey su ghiaccio canadese († 1972)
- 1914 - Silvano Buffa, militare italiano († 1941)
- 1914 - Oscar Casanovas, pugile argentino († 1987)
- 1914 - Ubaldo Prosperetti, giurista italiano († 1976)
- 1914 - Friedrich Ruttner, medico e entomologo austriaco († 1998)
- 1915 - Leonid Danilovič Agranovič, regista sovietico († 2011)
- 1915 - Giovanni Guidi, calciatore italiano
- 1915 - Shōzō Makino, nuotatore giapponese († 1987)
- 1915 - Pasquale Novi, militare italiano († 1936)
- 1915 - Paul Samuelson, economista statunitense († 2009)
- 1915 - Jack Watson, attore britannico († 1999)
- 1915 - Bill Williams, attore statunitense († 1992)
- 1915 - William Witney, regista e attore statunitense († 2002)
- 1916 - Gregorio Amestoy, calciatore filippino († 1972)
- 1916 - Paride Brunetti, partigiano, ingegnere e militare italiano († 2011)
- 1916 - Vincenzo Castaldi, scacchista italiano († 1970)
- 1916 - Chiang Fang-liang, first lady russa († 2004)
- 1916 - Catherine Shipe East, attivista statunitense († 1996)
- 1916 - Ezio Giaccone, partigiano italiano († 1944)
- 1916 - Enrico Marescalchi, militare italiano († 1996)
- 1916 - Fritz Stöckli, lottatore e bobbista svizzero († 1968)
- 1917 - Giuseppe D'Alema, partigiano e politico italiano († 1994)
- 1918 - Eddy Arnold, cantante statunitense († 2008)
- 1918 - Enzo Bottasso, bibliotecario e bibliografo italiano († 1998)
- 1918 - Art Jackson, tiratore a segno statunitense († 2015)
- 1918 - Klavdija Majučaja, giavellottista sovietica († 1989)
- 1918 - Virgil Vaughn, cestista e allenatore di pallacanestro statunitense († 2007)
- 1918 - Joseph Wiseman, attore canadese († 2009)
- 1919 - Eugenia Charles, politica dominicense († 2005)
- 1919 - Robert W. McNair, militare canadese († 1971)
- 1919 - Mario Polak, calciatore e allenatore di calcio italiano († 1991)
- 1920 - Michel Audiard, sceneggiatore e regista francese († 1985)
- 1920 - Carlo Coccioli, scrittore italiano († 2003)
- 1920 - Arne Engström, medico, fisico e docente svedese († 1996)
- 1920 - Ljubomir Kokeza, calciatore e allenatore di calcio jugoslavo († 1992)
- 1920 - Goffredo Lombardo, produttore cinematografico e produttore discografico italiano († 2005)
- 1920 - George Makdisi, orientalista e storico statunitense († 2002)
- 1920 - Mario Montuori, direttore della fotografia italiano († 1997)
- 1920 - Livio Pinazza, calciatore italiano
- 1920 - Nasrallah Pierre Sfeir, cardinale e patriarca cattolico libanese († 2019)
- 1920 - Aldo Spagnolo, militare italiano († 1941)
- 1921 - Karl Barufka, calciatore tedesco († 1999)
- 1921 - Enzo Forcella, scrittore, giornalista e storico italiano († 1999)
- 1921 - Giorgio Franceschini, politico, storico e avvocato italiano († 2012)
- 1921 - Giano Pattini, calciatore e allenatore di calcio italiano († 2006)
- 1921 - Sia'osi Tu'ihala Alipate Tupou, II barone Vaea, politico tongano († 2009)
- 1921 - Čestmír Vycpálek, allenatore di calcio e calciatore cecoslovacco († 2002)
- 1922 - Renato Boeri, neurologo e partigiano italiano († 1994)
- 1922 - Adil Çarçani, politico albanese († 1997)
- 1922 - Xïwaz Qaýırqızı Dospanova, aviatrice e militare sovietica († 2008)
- 1922 - Selma Engel-Wijnberg, superstite dell'Olocausto olandese († 2018)
- 1922 - Angelo Pennoni, fotografo italiano († 1993)
- 1922 - Albert Pick, numismatico tedesco († 2015)
- 1922 - Carlo Ferdinando Russo, grecista e filologo classico italiano († 2013)
- 1922 - Sigurd Schmidt, storico russo († 2013)
- 1922 - Jakuchō Setouchi, scrittrice e monaca buddista giapponese († 2021)
- 1923 - Richard Avedon, fotografo statunitense († 2004)
- 1923 - Doris Dowling, attrice statunitense († 2004)
- 1923 - Adolf Grünbaum, filosofo tedesco († 2018)
- 1923 - John Lanchbery, arrangiatore, direttore d'orchestra e compositore britannico († 2003)
- 1923 - Gholam Reza Pahlavi, principe, militare e scrittore iraniano († 2017)
- 1924 - Árni Böðvarsson, esperantista, filologo e lessicografo islandese († 1992)
- 1924 - Sergio Bisotti, calciatore italiano
- 1924 - Filippo Franceschi, arcivescovo cattolico italiano († 1988)
- 1924 - Kai Frandsen, calciatore danese († 2013)
- 1924 - Franco Miele, pittore e critico d'arte italiano († 1983)
- 1924 - Michele Gaetano Pierangeli, politico e medico italiano († 1998)
- 1924 - Naim Pilku, cestista e allenatore di pallacanestro albanese
- 1924 - Ursula Thiess, attrice tedesca († 2010)
- 1924 - Élisabeth de Gaulle, francese († 2013)
- 1925 - Raffaele Bastoni, canoista italiano († 1992)
- 1925 - Carlo Della Casa, indologo e storico delle religioni italiano († 2014)
- 1925 - Bakir Farchutdinov, sollevatore sovietico († 2008)
- 1925 - Gerry Gazzard, calciatore inglese († 2006)
- 1925 - Igor' Aronovič Gostev, regista sovietico († 1994)
- 1925 - Horacio Guarany, cantautore e chitarrista argentino († 2017)
- 1925 - Ljudmila Kasatkina, attrice sovietica († 2012)
- 1925 - Mary Frances Lyon, biologa britannica († 2014)
- 1925 - Eugenio Martín, regista e sceneggiatore spagnolo († 2023)
- 1925 - Howard Morton, attore statunitense († 1997)
- 1925 - Giorgio Sacerdoti, ingegnere e informatico italiano († 2005)
- 1925 - Carl Sanders, politico e avvocato statunitense († 2014)
- 1926 - Jacques Favory, cestista francese († 2018)
- 1926 - Mike Flanagan, militare irlandese († 2014)
- 1926 - Gianfranco Frattini, architetto e designer italiano († 2004)
- 1926 - William A. Graham, regista statunitense († 2013)
- 1926 - Ellen Hanley, attrice teatrale statunitense († 2007)
- 1926 - Mahendra Nath Mulla, militare indiano († 1971)
- 1926 - Vicente Pascual Sebastiá, calciatore spagnolo († 2018)
- 1926 - Hans Jürgen Press, scrittore e fumettista tedesco († 2002)
- 1926 - Anthony Shaffer, drammaturgo, sceneggiatore e scrittore inglese († 2001)
- 1926 - Peter Shaffer, drammaturgo e sceneggiatore inglese († 2016)
- 1926 - Antonio Spavone, mafioso italiano († 1993)
- 1927 - Tolmino Baldassari, poeta e traduttore italiano († 2010)
- 1927 - Dov Freiberg, superstite dell'Olocausto e scrittore polacco († 2008)
- 1927 - Luciano Gallino, sociologo e scrittore italiano († 2015)
- 1927 - Pasquale Laurito, giornalista italiano († 2025)
- 1927 - Gastone Lenzi, calciatore e allenatore di calcio italiano († 2021)
- 1927 - Gaetano Rasi, politico e economista italiano († 2016)
- 1927 - Elio Rossi, calciatore italiano († 2009)
- 1927 - Renato Tagliani, conduttore televisivo, attore e imprenditore italiano († 2000)
- 1927 - Assia Wevill, tedesca († 1969)
- 1928 - Luciano Fulvi, religioso, presbitero e missionario italiano († 2004)
- 1928 - Wally Gold, produttore discografico, cantante e chitarrista statunitense († 1998)
- 1928 - Joe Gordon, trombettista statunitense († 1963)
- 1928 - Robert Hughes, allenatore di pallacanestro statunitense († 2024)
- 1928 - Ruth Ann Koesun, danzatrice, attrice e insegnante statunitense († 2018)
- 1928 - Alain Moineau, ciclista su strada francese († 1986)
- 1928 - James Wharram, ingegnere inglese († 2021)
- 1929 - Rubén Isidro Alonso, presbitero uruguaiano († 1992)
- 1929 - Valerio Ampollini, ex calciatore italiano
- 1929 - Enzo Bartocci, politico e sociologo italiano († 2023)
- 1929 - Andrew Bertie, storico e religioso britannico († 2008)
- 1929 - János Halász, cestista ungherese († 2017)
- 1929 - David Healy, attore statunitense († 1995)
- 1929 - Otar Patsatsia, politico, ingegnere e dirigente d'azienda georgiano († 2021)
- 1930 - Nino Cassani, scultore italiano († 2017)
- 1930 - Jasper Johns, pittore e scultore statunitense
- 1930 - Grace Ogot, scrittrice e politica keniota († 2015)
- 1931 - Frits Korthals Altes, politico olandese († 2025)
- 1931 - Pierre Lagaillarde, avvocato e terrorista francese († 2014)
- 1931 - James Fitz-Allen Mitchell, politico sanvincentino († 2021)
- 1931 - Sergio Perin, calciatore italiano († 2015)
- 1931 - Rosetta Loy, scrittrice italiana († 2022)
- 1931 - Claus Roxin, giurista tedesco († 2025)
- 1931 - Nechama Tec, sociologa polacca († 2023)
- 1931 - Ken Venturi, golfista statunitense († 2013)
- 1932 - Ahmed Naseer Bunda, hockeista su prato pakistano († 1993)
- 1932 - John Glen, regista e montatore britannico
- 1932 - Harry Hilker, pallanuotista tedesco († 2005)
- 1932 - Braj Kachru, linguista indiano († 2016)
- 1932 - Jean Ramez, schermidore francese († 2020)
- 1932 - Turgay Şeren, allenatore di calcio e calciatore turco († 2016)
- 1932 - Chavalit Yongchaiyudh, politico e generale thailandese
- 1933 - Sveinung Aarnseth, calciatore norvegese († 2019)
- 1933 - Peter Broadbent, calciatore inglese († 2013)
- 1933 - Zakkula Govindarajulu, statistico indiano († 2010)
- 1933 - Marianne Hold, attrice tedesca († 1994)
- 1933 - Jūzō Itami, attore, regista e produttore cinematografico giapponese († 1997)
- 1933 - Dick Keith, calciatore nordirlandese († 1967)
- 1933 - Vincenzo Lorenzelli, chimico e nuotatore italiano († 2025)
- 1933 - Johann Maier, teologo e biblista austriaco († 2019)
- 1933 - Nello Pazzafini, attore e stuntman italiano († 1996)
- 1933 - Ursula Schleicher, politica tedesca
- 1933 - Jan Swantek, vescovo vetero-cattolico statunitense († 2022)
- 1934 - John Barbato, mafioso statunitense († 2025)
- 1934 - John Keegan, storico, insegnante e giornalista inglese († 2012)
- 1934 - György Kovásznai, pittore e regista ungherese († 1983)
- 1934 - Bernard Ringeissen, pianista francese († 2025)
- 1935 - Zvest Apollonio, pittore e scenografo sloveno († 2009)
- 1935 - José Araquistáin Aguirregabiria, ex calciatore spagnolo
- 1935 - Don Bragg, astista statunitense († 2019)
- 1935 - Antonello Branca, regista italiano († 2002)
- 1935 - Giancarlo Cecconi, tiratore a segno italiano († 2012)
- 1935 - Gustaaf De Smet, ciclista su strada belga († 2020)
- 1935 - László Gabányi, cestista ungherese († 1981)
- 1935 - Velimir Kalandadze, compositore di scacchi georgiano († 2017)
- 1935 - Akihiro Maruyama, comico, attore e doppiatore giapponese
- 1935 - Mario Milano, wrestler e attore italiano († 2016)
- 1935 - Utah Phillips, cantautore e attivista statunitense († 2008)
- 1935 - Gianpiero Zubani, pilota motociclistico italiano († 2003)
- 1936 - Anna Maria Alberghetti, soprano e attrice italiana
- 1936 - Mart Laga, cestista sovietico († 1977)
- 1936 - Ralph Steadman, illustratore, fumettista e animatore britannico
- 1936 - Horst Urban, slittinista cecoslovacco († 2010)
- 1936 - Paul Zindel, drammaturgo, scrittore e sceneggiatore statunitense († 2003)
- 1937 - Madeleine Albright, politica e diplomatica statunitense († 2022)
- 1937 - Manuel Astorga Carreño, ex calciatore cileno
- 1937 - Ted Dabney, ingegnere elettrotecnico statunitense († 2018)
- 1937 - Dino De Zordo, ex saltatore con gli sci italiano
- 1937 - Cécile Prince, ex sciatrice alpina francese
- 1937 - Jurij Sisikin, ex schermidore sovietico
- 1938 - Mireille Darc, attrice e regista francese († 2017)
- 1938 - Giovanni Murineddu, politico italiano
- 1938 - Diane Nash, attivista statunitense
- 1938 - Roberto Tirelli, scultore italiano
- 1938 - Inga Ålenius, attrice svedese († 2017)
- 1939 - Nelly Fioramonti, cantante italiana († 1973)
- 1939 - Barbara Hammer, regista statunitense († 2019)
- 1939 - Dorothy Shirley, ex altista britannica
- 1940 - Roger Ailes, produttore televisivo e giornalista statunitense († 2017)
- 1940 - Carlos Bielicki, scacchista argentino († 2024)
- 1940 - Oscar Castro-Neves, cantante, chitarrista e compositore brasiliano († 2013)
- 1940 - Ira Einhorn, attivista, ambientalista e criminale statunitense († 2020)
- 1940 - Esther Fischer-Homberger, psichiatra e storica svizzera († 2019)
- 1940 - Giuliano Fortunato, calciatore italiano († 2022)
- 1940 - Yoshimi Katayama, pilota motociclistico e pilota automobilistico giapponese († 2016)
- 1940 - Lainie Kazan, attrice e cantante statunitense
- 1940 - Arturo Mari, fotografo italiano
- 1940 - Molly Meacher, baronessa Meacher, politica e nobile britannica
- 1940 - Álvaro Mejía, atleta colombiano († 2021)
- 1940 - Marcello Morandini, architetto, scultore e designer italiano
- 1940 - Natalie Myburgh, nuotatrice sudafricana († 2014)
- 1940 - Don Nelson, ex cestista, allenatore di pallacanestro e dirigente sportivo statunitense
- 1940 - Alvin Rabushka, politologo statunitense
- 1940 - Mario Ruggenini, filosofo italiano († 2021)
- 1940 - Claus Spahn, conduttore televisivo e produttore cinematografico tedesco
- 1940 - Svetlana Svetličnaja, attrice sovietica († 2024)
- 1940 - Gianfranco Volpato, calciatore italiano († 2022)
- 1941 - Pietro Campagnari, ex ciclista su strada italiano
- 1941 - Ugo Castagnotto, semiologo italiano
- 1941 - Silvana Corsini, attrice italiana
- 1941 - Vasilij Danilov, ex calciatore sovietico
- 1941 - Beniamino Depalma, arcivescovo cattolico italiano
- 1941 - Enrico Dordoni, ex calciatore italiano
- 1941 - John Man, storico e scrittore britannico
- 1941 - Brian Green, velocista britannico
- 1941 - Robert Kowalski, informatico e logico statunitense
- 1941 - Antonio Martone, magistrato italiano
- 1941 - Mario Rosario Morelli, magistrato italiano
- 1941 - Imre Palló, direttore d'orchestra e docente ungherese
- 1941 - Edy Schutz, ex ciclista su strada lussemburghese
- 1942 - Marco Binda, cestista italiano († 2010)
- 1942 - Barnabas Sibusiso Dlamini, politico swati († 2018)
- 1942 - Anthony England, ex astronauta statunitense
- 1942 - Charles Horman, giornalista e regista statunitense († 1973)
- 1942 - Ljudmila Korobova, ex nuotatrice sovietica
- 1942 - Dieter Kurrat, calciatore tedesco († 2016)
- 1942 - Jeronimo Lopez Mozo, drammaturgo e saggista spagnolo († 2024)
- 1942 - Enrico Montanari, storico delle religioni italiano
- 1942 - K. T. Oslin, cantante, musicista e attrice statunitense († 2020)
- 1942 - Reuven Young, ex calciatore israeliano
- 1943 - Luigi Covatta, politico e giornalista italiano († 2021)
- 1943 - Carlo D'Amato, politico italiano
- 1943 - Salvatore Fisichella, tenore italiano
- 1943 - Marianne Gossweiler, cavallerizza svizzera
- 1943 - Luminița Iacobescu, attrice romena
- 1943 - Freddie Perren, compositore, paroliere e produttore discografico statunitense († 2004)
- 1943 - Nicole Péry, politica francese
- 1943 - Alan Rollinson, pilota automobilistico britannico († 2019)
- 1944 - Ulrich Beck, sociologo e scrittore tedesco († 2015)
- 1944 - John Clawson, cestista statunitense († 2018)
- 1944 - Edward Clear, ex calciatore statunitense
- 1944 - Francesco Del Casino, pittore italiano
- 1944 - Lino Jordan, biatleta italiano († 2023)
- 1944 - Manuel Lapuente, allenatore di calcio e ex calciatore messicano
- 1944 - José Manuel León, allenatore di calcio e calciatore spagnolo († 2020)
- 1944 - Pierre Trentin, ex pistard francese
- 1944 - Miruts Yifter, mezzofondista etiope († 2016)
- 1945 - Giuseppe Bosich, incisore e pittore italiano († 2020)
- 1945 - Antonio Caballero Holguín, scrittore e giornalista colombiano († 2021)
- 1945 - Luis María Linde, economista spagnolo
- 1945 - José Miguel Marín, calciatore argentino († 1991)
- 1945 - Denroy Morgan, cantante giamaicano († 2022)
- 1945 - Jerry Quarry, pugile statunitense († 1999)
- 1945 - Raymond Steegmans, ex ciclista su strada belga
- 1945 - Duarte Pio di Braganza, nobile
- 1946 - Georges Bereta, calciatore francese († 2023)
- 1946 - Jeanne Collier, ex tuffatrice statunitense
- 1946 - Franklin Fonseca Balinge, cabarettista, attore e cantante olandese
- 1946 - Sara Franchetti, modella e attrice italiana
- 1946 - Marina Marfoglia, attrice, cantante e modella italiana († 2022)
- 1946 - Nguyen Van Ly, presbitero vietnamita
- 1946 - Umberto Quadrino, dirigente d'azienda italiano
- 1946 - Mario Raffaelli, politico italiano
- 1946 - Iosif Vigu, ex calciatore rumeno
- 1946 - Bobby Watson, allenatore di calcio e ex calciatore scozzese
- 1947 - Enzo Ciconte, politico e saggista italiano
- 1947 - John Craven, calciatore inglese († 1996)
- 1947 - Niall Duthie, scrittore britannico
- 1947 - Aldo Gierardini, allenatore di pallacanestro italiano
- 1947 - Ljupko Petrović, allenatore di calcio e ex calciatore serbo
- 1947 - Tomas Pettersson, ex ciclista su strada svedese
- 1947 - Claude Picasso, fotografo, fotoreporter e direttore della fotografia francese († 2023)
- 1947 - Aydan Siyavuş, allenatore di pallacanestro turco († 1998)
- 1947 - Muhyiddin Yassin, politico malese
- 1947 - Paulo de Carvalho, cantante portoghese
- 1948 - Dario Baldan Bembo, cantante, compositore e tastierista italiano
- 1948 - Renato Casarotto, alpinista italiano († 1986)
- 1948 - Rhett Davies, produttore discografico, compositore e tecnico del suono britannico
- 1948 - Brian Eno, musicista, compositore e produttore discografico britannico
- 1948 - Geninho, allenatore di calcio e ex calciatore brasiliano
- 1948 - Nikolaj Gorbačëv, canoista sovietico († 2019)
- 1948 - Peter Hussing, pugile tedesco († 2012)
- 1948 - Adrienne La Russa, attrice statunitense
- 1948 - Gus Moffat, allenatore di calcio e calciatore scozzese († 2015)
- 1948 - Antonello Puglisi, attore e regista teatrale italiano
- 1948 - Kathleen Sebelius, politica statunitense
- 1948 - Malcolm Stewart, attore canadese
- 1948 - Gary Thain, bassista neozelandese († 1975)
- 1949 - George Adams, ex cestista statunitense
- 1949 - Renato Cinquegranella, mafioso italiano
- 1949 - Frank Culbertson, astronauta statunitense
- 1949 - Raquel Giscafré, ex tennista argentina
- 1949 - Mario Guarnera, cantautore italiano
- 1949 - Leena Luostarinen, pittrice finlandese († 2013)
- 1949 - Maurizio Silvi, truccatore italiano († 2022)
- 1950 - Fabiola De Clercq, scrittrice belga
- 1950 - Nicholas Hammond, attore e sceneggiatore statunitense
- 1950 - Jørgen Marcussen, ex ciclista su strada e pistard danese
- 1950 - Ana Rossetti, scrittrice spagnola
- 1950 - Kalevi Sarkalahti, ex cestista finlandese
- 1951 - Cristina Acidini, storica dell'arte italiana
- 1951 - David Almond, scrittore inglese
- 1951 - George Brosterhous, ex cestista statunitense
- 1951 - Sergio Brunetta, ex calciatore italiano
- 1951 - Wally Chambers, giocatore di football americano statunitense († 2019)
- 1951 - Lilia Costabile, economista italiana
- 1951 - Danurwindo, allenatore di calcio e ex calciatore indonesiano
- 1951 - Fergie Frederiksen, cantante statunitense († 2014)
- 1951 - Kaye Hall, ex nuotatrice statunitense
- 1951 - Franco Monaco, politico e giornalista italiano
- 1951 - Isa Mustafa, politico kosovaro
- 1951 - Jan Písecký, ex tennista cecoslovacco
- 1951 - Domenico Rossi, generale e politico italiano
- 1951 - Pellegrino Valente, ex calciatore italiano
- 1951 - Vic Vergeat, chitarrista, cantautore e produttore discografico italiano († 2023)
- 1951 - Frank Wilczek, fisico statunitense
- 1952 - Giancarlo Basili, scenografo italiano
- 1952 - Agnès Fouquet, ex cestista francese
- 1952 - Imbarek Shamekh, politico libico
- 1952 - Chazz Palminteri, attore, regista e sceneggiatore statunitense
- 1952 - Francisco Rivera Miltos, ex calciatore paraguaiano
- 1953 - Bogić Bogićević, politico bosniaco
- 1953 - George Brett, ex giocatore di baseball statunitense
- 1953 - Andrea Cavicchioli, politico italiano
- 1953 - Jacques Cornu, pilota motociclistico svizzero
- 1953 - Cleavant Derricks, attore e cantautore statunitense
- 1953 - Ernő Kolczonay, schermidore ungherese († 2009)
- 1953 - Paul Mattei, latinista, filologo classico e traduttore francese
- 1953 - Mike Oldfield, compositore e polistrumentista britannico
- 1953 - Luis Gregorio Ramos, ex canoista spagnolo
- 1953 - Franco Selvaggi, ex calciatore e allenatore di calcio italiano
- 1953 - Steve Wegerle, ex calciatore sudafricano
- 1954 - Dragomir Cioroslan, ex sollevatore rumeno
- 1954 - Enrico De Pedis, mafioso italiano († 1990)
- 1954 - Öner Kılıç, ex calciatore turco
- 1954 - Alessandro Nova, storico dell'arte italiano
- 1954 - Gianna Paola Scaffidi, attrice italiana
- 1954 - Walter Seiler, ex calciatore svizzero
- 1955 - Arthur Bernardes, allenatore di calcio brasiliano
- 1955 - Giorgio Bettinelli, cantautore italiano († 2008)
- 1955 - Mohamed Brahmi, politico tunisino († 2013)
- 1955 - El Gran Wyoming, comico, conduttore televisivo e attore spagnolo
- 1955 - Lee Horsley, attore statunitense
- 1955 - Alexander Pusch, ex schermidore tedesco
- 1955 - Claudia Roth, politica tedesca
- 1955 - Alessio Vlad, musicista italiano
- 1956 - Adílio, calciatore, giocatore di calcio a 5 e allenatore di calcio brasiliano († 2024)
- 1956 - Greg Bunch, ex cestista statunitense
- 1956 - Guy Clair, fumettista belga († 2013)
- 1956 - Gino Iorgulescu, ex calciatore rumeno
- 1956 - Jeff Meckstroth, giocatore di bridge statunitense
- 1956 - Marie-Pascale Osterrieth, regista, produttrice cinematografica e sceneggiatrice francese
- 1956 - Nadežda Vasil'evna Pavlova, coreografa e ballerina russa
- 1956 - Maria Tereza Boscariol, ex cestista brasiliana
- 1956 - Mirek Topolánek, ingegnere, manager e politico ceco
- 1956 - Freeman Williams, cestista statunitense († 2022)
- 1957 - Víctor Chacón, ex cestista dominicano
- 1957 - Maggie Crane, ex sciatrice alpina statunitense
- 1957 - Isa Gallinelli, attrice italiana
- 1957 - Meg Gardiner, scrittrice statunitense
- 1957 - Luigi Gozzoli, ex calciatore italiano
- 1957 - Juan José Ibarretxe, politico e economista spagnolo
- 1957 - Norbert Növényi, attore e ex lottatore ungherese
- 1957 - Vincenzo Onorato, armatore italiano
- 1957 - Kevin Von Erich, ex wrestler statunitense
- 1957 - Giovanni di Lussemburgo, principe lussemburghese
- 1957 - Margaretha di Lussemburgo, principessa lussemburghese
- 1958 - Giannīs Gkalitsios, ex calciatore greco
- 1958 - Giampiero Gloder, arcivescovo cattolico italiano
- 1958 - John Longworth, politico britannico
- 1958 - Francesco Miccichè, politico e medico italiano
- 1958 - Ron Simmons, ex wrestler e ex giocatore di football americano statunitense
- 1958 - Kemal Yıldırım, ex calciatore e allenatore di calcio turco
- 1959 - John Arch, cantante statunitense
- 1959 - Gene Banks, ex cestista e allenatore di pallacanestro statunitense
- 1959 - Max Cantor, giornalista e attore statunitense († 1991)
- 1959 - Andrew Eldritch, musicista britannico
- 1959 - Khaosai Galaxy, pugile thailandese
- 1959 - Badr Mahmoud, ex giocatore di calcio a 5 egiziano
- 1959 - Chris Meledandri, produttore cinematografico e imprenditore statunitense
- 1959 - Mohamed Saad Mohamed, ex giocatore di calcio a 5 egiziano
- 1959 - Luis Pérez-Sala, ex pilota automobilistico spagnolo
- 1959 - Edwin Bailey, ex giocatore di football americano statunitense
- 1959 - Charles Scicluna, arcivescovo cattolico maltese
- 1959 - Wiljan van Vijfeijken, ex giocatore di calcio a 5 olandese
- 1959 - Moti Yung, crittografo e informatico israeliano
- 1959 - Isidro del Prado, ex velocista e mezzofondista filippino
- 1960 - Gerard William Battersby, vescovo cattolico statunitense
- 1960 - Rob S. Bowman, regista e produttore televisivo statunitense
- 1960 - Roberto Bressan, ex ciclista su strada italiano
- 1960 - Joey Browner, ex giocatore di football americano statunitense
- 1960 - Gary Chivers, ex calciatore inglese
- 1960 - Lim Kee Chong, ex arbitro di calcio mauriziano
- 1960 - Gheorghe Dogărescu, pallamanista rumeno († 2020)
- 1960 - Martin Eberhard, ingegnere e dirigente d'azienda statunitense
- 1960 - Julian Jarrold, regista britannico
- 1960 - Zofia Kiełpińska, ex biatleta polacca
- 1960 - Rimas Kurtinaitis, ex cestista, allenatore di pallacanestro e politico lituano
- 1960 - Maurizio Marsico, musicista, compositore e produttore discografico italiano
- 1961 - Katrin Cartlidge, attrice britannica († 2002)
- 1961 - Giselle Fernández, giornalista e conduttrice televisiva statunitense
- 1961 - Daniel Giménez Cacho, attore spagnolo
- 1961 - Larry Holden, attore statunitense († 2011)
- 1961 - Melle Mel, rapper e disc jockey statunitense
- 1961 - Enrico Rosso, alpinista italiano
- 1961 - Roberta Voltolini, cantante italiana († 1996)
- 1961 - Bobby Wells, ex pugile britannico
- 1962 - Mohamed Abdullahi Omaar, politico somalo
- 1962 - Maurizio Casadei, ex ciclista su strada sammarinese
- 1962 - Amit Chaudhuri, scrittore e musicista indiano
- 1962 - Helmut Karl Dieser, vescovo cattolico tedesco
- 1962 - Ernest Ebongué, ex calciatore camerunese
- 1962 - Luca Goretti, generale italiano
- 1962 - Mikael Hoglund, bassista, chitarrista e cantante svedese
- 1962 - Rod Lurie, regista, sceneggiatore e produttore cinematografico israeliano
- 1962 - Julie Otsuka, scrittrice statunitense
- 1962 - Satu Saarteinen, ex cestista finlandese
- 1962 - Teresa Solana, scrittrice e traduttrice spagnola
- 1962 - Diego Solís, allenatore di calcio a 5, ex giocatore di calcio a 5 e ex calciatore costaricano
- 1962 - Tim Thorogood, politico britannico
- 1962 - Ėl'vira Vasil'kova, ex nuotatrice sovietica
- 1962 - Dean Wright, regista statunitense
- 1963 - Brenda Bakke, attrice statunitense
- 1963 - Jonas Dembélé, vescovo cattolico maliano
- 1963 - Bernd Felbinger, ex sciatore alpino tedesco
- 1963 - Karin Giegerich, attrice e doppiatrice tedesca
- 1963 - Jamie Harris, attore britannico
- 1963 - Grant Heslov, attore, regista e sceneggiatore statunitense
- 1963 - Romuald Mainka, scacchista tedesco
- 1963 - Guglielmo Signora, scrittore, fumettista e illustratore italiano
- 1963 - Mika Vainio, musicista finlandese († 2017)
- 1963 - Pilar Vásquez, ex tennista peruviana
- 1964 - Andrej Afanas'ev, allenatore di calcio e ex calciatore russo
- 1964 - Toca, ex giocatore di calcio a 5 brasiliano
- 1964 - Sulejman Demollari, allenatore di calcio e ex calciatore albanese
- 1964 - Massimo Gregori, ex calciatore italiano
- 1964 - Levi Henriksen, scrittore e cantautore norvegese
- 1964 - Giorgio Mastrota, personaggio televisivo e conduttore televisivo italiano
- 1964 - David Nakhid, allenatore di calcio e ex calciatore trinidadiano
- 1964 - Lars Løkke Rasmussen, politico danese
- 1964 - Pedro Rodríguez Fernández, ex cestista spagnolo
- 1964 - Silvana Snider, politica italiana
- 1965 - Gurutze Beitia, attrice, sceneggiatrice e comica spagnola
- 1965 - Aleh Belakoneŭ, generale bielorusso
- 1965 - Sergio Galeazzi, allenatore di calcio e ex calciatore italiano
- 1965 - Irina Kirillova, allenatrice di pallavolo e ex pallavolista russa
- 1965 - Tetsuya Okabe, ex sciatore alpino giapponese
- 1965 - Chad Oman, produttore cinematografico statunitense
- 1965 - Raí, dirigente sportivo e ex calciatore brasiliano
- 1965 - Martin Sonneborn, politico e giornalista tedesco
- 1966 - Gianluca Buonanno, politico italiano († 2016)
- 1966 - Ézio, calciatore brasiliano († 2011)
- 1966 - Igor' Konašenkov, generale e giornalista russo
- 1966 - Carlos Navarro, ex giocatore di calcio a 5 spagnolo
- 1966 - Jiří Němec, ex calciatore ceco
- 1966 - Frédérick Raynal, autore di videogiochi francese
- 1966 - Greg Wise, attore britannico
- 1966 - Sofia Wistam, conduttrice televisiva e conduttrice radiofonica svedese
- 1967 - Simen Agdestein, scacchista e ex calciatore norvegese
- 1967 - Ernesto Araújo, diplomatico e politico brasiliano
- 1967 - Brigitte Bako, attrice canadese
- 1967 - Daniel Dimitrov, ex cestista bulgaro
- 1967 - Madhuri Dixit, attrice indiana
- 1967 - Andrea Jürgens, cantante tedesca († 2017)
- 1967 - Giuliano Melosi, allenatore di calcio e ex calciatore italiano
- 1967 - Vladimíra Racková, ex discobola ceca
- 1967 - John Smoltz, ex giocatore di baseball statunitense
- 1967 - John Tlale, allenatore di calcio e ex calciatore sudafricano
- 1967 - Orlando Zapata Tamayo, attivista cubano († 2010)
- 1968 - Perry Friedman, giocatore di poker statunitense († 2024)
- 1968 - Aubin Goporo, ex cestista, allenatore di pallacanestro e dirigente sportivo centrafricano
- 1968 - Toni Korkeakunnas, allenatore di calcio e ex calciatore finlandese
- 1968 - Cecilia Malmström, diplomatica e politica svedese
- 1968 - Herbert Simone Paragnani, sceneggiatore e regista italiano
- 1968 - Fabrizio Provitali, ex calciatore italiano
- 1968 - Seth Putnam, cantante e polistrumentista statunitense († 2011)
- 1968 - Ernesto Tomasini, attore, cabarettista e cantante italiano
- 1969 - Hassan Arsalani, ex calciatore e ex giocatore di calcio a 5 iraniano
- 1969 - Laurence Boone, economista francese
- 1969 - Alessandro Canale, ex altista italiano
- 1969 - Kirk DeMicco, regista, sceneggiatore e produttore cinematografico statunitense
- 1969 - Roberto Gammino, doppiatore, dialoghista e direttore del doppiaggio italiano
- 1969 - Nicola Martini, ex calciatore italiano
- 1969 - Holly McPeak, ex giocatrice di beach volley statunitense
- 1969 - Gleb Orlov, regista russo
- 1969 - Giorgio Schöttler, produttore televisivo e sceneggiatore italiano
- 1969 - Emmitt Smith, ex giocatore di football americano statunitense
- 1969 - Victor Varnado, attore e comico statunitense
- 1970 - Maurizio Agazzi, alpinista italiano
- 1970 - Frank de Boer, allenatore di calcio e ex calciatore olandese
- 1970 - Ronald de Boer, allenatore di calcio e ex calciatore olandese
- 1970 - Paolo Ciani, politico italiano
- 1970 - Mioara David, ex schermitrice rumena
- 1970 - Pascal Delrée, ex giocatore di calcio a 5 belga
- 1970 - Massimiliano Ferrati, pianista italiano
- 1970 - Judith Hermann, scrittrice tedesca
- 1970 - Desmond Howard, ex giocatore di football americano statunitense
- 1970 - Michael Patrick Jann, regista statunitense
- 1970 - Anne Akiko Meyers, violinista statunitense
- 1970 - Phil Pfister, powerlifter e strongman statunitense
- 1970 - Stefano Sacripanti, allenatore di pallacanestro italiano
- 1970 - Kentarō Sawada, allenatore di calcio e ex calciatore giapponese
- 1970 - Rod Smith, ex giocatore di football americano statunitense
- 1970 - Keith Tower, ex cestista statunitense
- 1970 - Nicola Walker, attrice britannica
- 1970 - Ben Wallace, politico e ex militare britannico
- 1971 - Andrew Wyatt, musicista, cantautore e produttore discografico statunitense
- 1971 - Anthony Bancarel, ex calciatore francese
- 1971 - Zoubeir Baya, ex calciatore tunisino
- 1971 - Riccardo Guarino, botanico italiano
- 1971 - Barnabas Imenger Shikaan, calciatore nigeriano († 2021)
- 1971 - Erdal Koşan, ex cestista turco
- 1971 - Collins Mbulo, calciatore zambiano († 2009)
- 1971 - Francesco Mussoni, politico sammarinese
- 1972 - Niklas Axelsson, ex ciclista su strada svedese
- 1972 - Albert Burditt, ex cestista statunitense
- 1972 - Andrea Castellani, ex rugbista a 15 e allenatore di rugby a 15 italiano
- 1972 - Valérie Claisse, modella francese
- 1972 - Andrea Cramarossa, poeta, attore e regista italiano
- 1972 - Isidre Esteve Pujol, pilota automobilistico e pilota motociclistico spagnolo
- 1972 - Claudio Ferrante, dirigente d'azienda e produttore discografico italiano
- 1972 - David Charvet, attore e cantante francese
- 1972 - Danny Alexander, politico britannico
- 1972 - Camara Jones, ex velocista statunitense
- 1972 - Antonio Lang, ex cestista e allenatore di pallacanestro statunitense
- 1972 - Ashley McGuire, attrice britannica
- 1972 - Patrick Pothuizen, allenatore di calcio e ex calciatore olandese
- 1972 - Juan Sánchez Romero, ex calciatore spagnolo
- 1972 - André Segatti, attore e modello brasiliano
- 1972 - Hiroyuki Takei, fumettista giapponese
- 1972 - Ulrike C. Tscharre, attrice tedesca
- 1972 - Viola Valli, ex nuotatrice italiana
- 1973 - Massimo Bellano, allenatore di pallavolo italiano
- 1973 - Suzannah Bianco, sincronetta statunitense
- 1973 - Mattia Boschetti, conduttore televisivo, scenografo e conduttore radiofonico italiano
- 1973 - Michele Dalai, scrittore e autore televisivo italiano
- 1973 - Laura Codruța Kövesi, magistrata rumena
- 1973 - Päivi Lepistö, cantante finlandese
- 1973 - Ivan Lunardi, ex saltatore con gli sci italiano
- 1973 - Anders Manga, musicista e cantante statunitense
- 1973 - Patrick Mayo, ex calciatore sudafricano
- 1973 - John McCusker, polistrumentista, compositore e produttore discografico scozzese
- 1973 - Charles Minlend, ex cestista camerunese
- 1973 - Marinella Piolanti, ex calciatrice e allenatrice di calcio italiana
- 1973 - Wolfgang Rottmann, ex biatleta austriaco
- 1973 - Waldir Sáenz, ex calciatore peruviano
- 1973 - Brian Said, ex calciatore maltese
- 1973 - Emilia Tsoulfa, velista greca
- 1974 - Khaled Al-Fadhli, ex calciatore kuwaitiano
- 1974 - Mario Bonfiglio, allenatore di calcio e ex calciatore italiano
- 1974 - Caíco, ex calciatore brasiliano
- 1974 - Monica Caprini, dirigente sportivo, ex calciatrice e ex giocatrice di calcio a 5 italiana
- 1974 - Giampietro Cutrino, conduttore televisivo italiano
- 1974 - A.J. Hinch, allenatore di baseball e ex giocatore di baseball statunitense
- 1974 - Vasilīs Kikilias, politico e ex cestista greco
- 1974 - Hilário Leal, ex calciatore portoghese
- 1974 - Emil Nowakowski, ex calciatore polacco
- 1974 - Majja Parnas, politica moldava
- 1974 - Kamila Pavláková, ex cestista slovacca
- 1974 - Jennifer Rizzotti, ex cestista e allenatrice di pallacanestro statunitense
- 1974 - Zhan Xugang, ex sollevatore cinese
- 1975 - Ólafur Örn Bjarnason, allenatore di calcio e ex calciatore islandese
- 1975 - Marzio Del Testa, batterista, percussionista e compositore italiana
- 1975 - Don Joe, disc jockey, produttore discografico e rapper italiano
- 1975 - Martina Godályová, ex cestista slovacca
- 1975 - Danny Hay, allenatore di calcio e ex calciatore neozelandese
- 1975 - Michel Hné, ex calciatore francese
- 1975 - Peter Iwers, musicista svedese
- 1975 - Taina Kokkonen, cantante finlandese
- 1975 - Ray Lewis, ex giocatore di football americano statunitense
- 1975 - Flavio Montrucchio, conduttore televisivo e attore italiano
- 1975 - Elisabetta Moro, ex cestista italiana
- 1975 - Christian Planer, tiratore a segno austriaco
- 1975 - Sergej Sachnovskij, ex danzatore su ghiaccio russo
- 1975 - Albert Sarkisyan, ex calciatore armeno
- 1975 - Antwine Williams, ex cestista statunitense
- 1976 - Søren Berg, ex calciatore danese
- 1976 - Roberto Wagner Bezerra do Carmo, ex giocatore di calcio a 5 brasiliano
- 1976 - Adam Beyer, disc jockey e produttore discografico svedese
- 1976 - Torraye Braggs, ex cestista statunitense
- 1976 - Milton Campbell, ex velocista statunitense
- 1976 - Valeria Casprini, ex nuotatrice e triatleta italiana
- 1976 - Gaute Helstrup, allenatore di calcio e ex calciatore norvegese
- 1976 - Mark Kennedy, allenatore di calcio e ex calciatore irlandese
- 1976 - Jacek Krzynówek, ex calciatore polacco
- 1976 - Ryan Leaf, ex giocatore di football americano statunitense
- 1976 - Anže Logar, politico sloveno
- 1976 - Roberta Minet, karateka italiana
- 1976 - Filip Ospalý, triatleta ceco
- 1976 - Ladislav Rygl, ex combinatista nordico ceco
- 1977 - Gabriella Di Girolamo, politica italiana
- 1977 - Oliver Drachta, arbitro di calcio austriaco
- 1977 - Linda Eglīte, ex cestista lettone
- 1977 - Aydın Polatçı, ex lottatore turco
- 1977 - Nate Tibbetts, allenatore di pallacanestro statunitense
- 1978 - Sébastien Chabbert, ex calciatore francese
- 1978 - Amy Chow, ex ginnasta statunitense
- 1978 - Dwayne De Rosario, ex calciatore canadese
- 1978 - Yohan Demont, ex calciatore francese
- 1978 - Caroline Dhavernas, attrice canadese
- 1978 - Andrea Fazioli, scrittore svizzero
- 1978 - Carolina Felline, attrice italiana
- 1978 - Krzysztof Ignaczak, ex pallavolista polacco
- 1978 - Kōsei Inoue, judoka giapponese
- 1978 - David Krumholtz, attore statunitense
- 1978 - Egoi Martínez, ex ciclista su strada spagnolo
- 1978 - Mounia Meddour, regista algerina
- 1978 - Pablo Niño, ex calciatore spagnolo
- 1978 - Tommaso Plateo, ex cestista italiano
- 1978 - Hideki Sahara, ex calciatore giapponese
- 1978 - Arturo Scotto, politico italiano
- 1978 - Akihiro Tabata, ex calciatore giapponese
- 1978 - Krissy Taylor, supermodella statunitense († 1995)
- 1978 - Constantino Zaballa, ex ciclista su strada e ciclocrossista spagnolo
- 1979 - Naroa Agirre, ex astista spagnola
- 1979 - Adolfo Bautista, ex calciatore messicano
- 1979 - Daniel Caines, ex velocista britannico
- 1979 - Edina Csaba, schermitrice ungherese
- 1979 - Luca D'Andrea, scrittore italiano
- 1979 - André Dias, ex calciatore brasiliano
- 1979 - Li Yanfeng, ex discobola cinese
- 1979 - Chris Masoe, ex rugbista a 15 e allenatore di rugby a 15 samoano
- 1979 - Mau Penisula, calciatore e giocatore di calcio a 5 tuvaluano
- 1979 - Renato Dirnei Florêncio, ex calciatore brasiliano
- 1980 - Ahmed Eid Abdel Malek, ex calciatore egiziano
- 1980 - Fouzi Al-Shehri, ex calciatore saudita
- 1980 - Josh Beckett, ex giocatore di baseball statunitense
- 1980 - Cheri Blauwet, ex atleta paralimpica e medico statunitense
- 1980 - Laura Harvey, allenatrice di calcio e ex calciatrice britannica
- 1980 - Félicien Kabundi, ex calciatore congolese (Repubblica Democratica del Congo)
- 1980 - Kang Ye-won, attrice sudcoreana
- 1980 - Francesco Meli, tenore italiano
- 1980 - Wandeir Oliveira dos Santos, ex calciatore brasiliano
- 1980 - O.S.T.R., rapper polacco
- 1980 - Zdravko Šaraba, ex calciatore bosniaco
- 1981 - Myriam Abel, cantante francese
- 1981 - Maurizio Biondo, ex ciclista su strada italiano
- 1981 - Hiram Fuller, ex cestista statunitense
- 1981 - Jalal Kameli Mofrad, ex calciatore iraniano
- 1981 - Tuomas Kansikas, ex calciatore finlandese
- 1981 - Paul Konchesky, allenatore di calcio e ex calciatore inglese
- 1981 - Michele Picaro, politico italiano
- 1981 - Bruno Pires, ex ciclista su strada portoghese
- 1981 - Xavier Puyada, ex cestista spagnolo
- 1981 - Daniela Reina, velocista e mezzofondista italiana
- 1981 - Jamie-Lynn Sigler, attrice e cantante statunitense
- 1981 - Zara Phillips, cavallerizza britannica
- 1981 - Patrice Evra, ex calciatore senegalese
- 1982 - Michele Anaclerio, allenatore di calcio e ex calciatore italiano
- 1982 - Alexandra Breckenridge, attrice statunitense
- 1982 - Veronica Campbell-Brown, velocista giamaicana
- 1982 - Segundo Castillo, allenatore di calcio e ex calciatore ecuadoriano
- 1982 - Choe Ung-chon, ex calciatore nordcoreano
- 1982 - Bradford Cox, musicista statunitense
- 1982 - Tatsuya Fujiwara, attore giapponese
- 1982 - Stefan Ishizaki, ex calciatore svedese
- 1982 - Stefano Maniscalco, karateka italiano
- 1982 - Alessandro Panza, politico italiano
- 1982 - Alessandro Silva Pereira, ex calciatore brasiliano
- 1982 - RaMell Ross, direttore della fotografia, regista e sceneggiatore statunitense
- 1982 - Jessica Sutta, cantante, attrice e ballerina statunitense
- 1982 - Marco Turati, allenatore di calcio e ex calciatore italiano
- 1983 - Péter Bácsi, lottatore ungherese
- 1983 - Anna Caliendo, cestista italiana
- 1983 - Germain Chardin, canottiere francese
- 1983 - Sejfulla Magomedov, taekwondoka russo
- 1983 - Federico Maiocco, cestista italiano
- 1983 - Jamal Sampson, ex cestista statunitense
- 1983 - Gibril Sankoh, ex calciatore sierraleonese
- 1983 - Josh Simpson, ex calciatore canadese
- 1983 - Yang Jinghui, tuffatore cinese
- 1983 - Jean-Paul Yontcha, ex calciatore camerunese
- 1984 - Andrei Cristea, allenatore di calcio e ex calciatore rumeno
- 1984 - Iñigo Díaz de Cerio, ex calciatore spagnolo
- 1984 - Daniel King-Turner, ex tennista neozelandese
- 1984 - Paul Lawson, ex calciatore scozzese
- 1984 - Kregg Lumpkin, giocatore di football americano statunitense
- 1984 - Bryan Mattison, giocatore di football americano statunitense
- 1984 - Mr. Probz, cantante e rapper olandese
- 1984 - Emanuel Neto, ex cestista angolano
- 1984 - Natasha Suri, modella indiana
- 1984 - Juan Carlos Valenzuela, ex calciatore messicano
- 1984 - Zé Rodolpho, ex calciatore brasiliano
- 1985 - Sys Bjerre, cantante danese
- 1985 - Tania Cagnotto, ex tuffatrice e dirigente sportiva italiana
- 1985 - Cristiane Rozeira de Souza Silva, calciatrice brasiliana
- 1985 - Hernán Figueredo, calciatore uruguaiano
- 1985 - Daniele Galloppa, allenatore di calcio e ex calciatore italiano
- 1985 - Carl Medjani, ex calciatore algerino
- 1985 - Tendai Ndoro, ex calciatore zimbabwese
- 1985 - Anna Rossi, ex cestista italiana
- 1985 - Silvia Rupil, ex fondista italiana
- 1985 - Matt Ryan, ex giocatore di football americano statunitense
- 1985 - Evgenij Ryžkov, nuotatore kazako
- 1985 - David Smith, pallavolista statunitense
- 1985 - Alphonse Soppo, calciatore camerunese
- 1985 - Tom Stamsnijder, ex ciclista su strada olandese
- 1985 - Ashlynn Yennie, attrice, regista e sceneggiatrice statunitense
- 1986 - Jo Aleh, velista neozelandese
- 1986 - Anaïs Delva, attrice, cantante e doppiatrice francese
- 1986 - Marco Ercolessi, giocatore di calcio a 5 italiano
- 1986 - Jasmin Fejzić, ex calciatore bosniaco
- 1986 - Matías Fernández, ex calciatore cileno
- 1986 - Eric Gasana, ex calciatore ruandese
- 1986 - Johan Harju, ex hockeista su ghiaccio svedese
- 1986 - Josh Johnson, giocatore di football americano statunitense
- 1986 - Jan Are Klaussen, giocatore di calcio a 5 e ex calciatore norvegese
- 1986 - Andy Levitre, ex giocatore di football americano statunitense
- 1986 - Bienvenido Marañón, calciatore spagnolo
- 1986 - Tim Melia, ex calciatore statunitense
- 1986 - Adam Moffat, ex calciatore scozzese
- 1986 - Luis Montes, calciatore messicano
- 1986 - Paul Obiefule, ex calciatore nigeriano
- 1986 - Marcus Thigpen, giocatore di football americano statunitense
- 1986 - Arminas Urbutis, cestista lituano
- 1987 - Anaitz Arbilla, calciatore spagnolo
- 1987 - Aksel Berget Skjølsvik, calciatore norvegese
- 1987 - Anaïs Bescond, ex biatleta francese
- 1987 - Michael Brantley, giocatore di baseball statunitense
- 1987 - Rodrigo Bruno, rugbista a 15 argentino
- 1987 - Brian Dozier, ex giocatore di baseball statunitense
- 1987 - Mark Fayne, hockeista su ghiaccio statunitense
- 1987 - Ersan İlyasova, ex cestista turco
- 1987 - Marko Jagodić-Kuridža, cestista serbo
- 1987 - Hüseyin Kala, ex calciatore turco
- 1987 - Kim Bo-mi, attrice sudcoreana
- 1987 - Romana Maláčová, astista ceca
- 1987 - Darko Marković, calciatore montenegrino
- 1987 - Leonardo Mayer, ex tennista argentino
- 1987 - Garath McCleary, calciatore giamaicano
- 1987 - Amir Molkârâi, giocatore di calcio a 5 iraniano
- 1987 - Andy Murray, allenatore di tennis e ex tennista britannico
- 1987 - Denis Onyango, calciatore ugandese
- 1987 - Paige Railey, velista statunitense
- 1987 - Paweł Rakoczy, giavellottista polacco
- 1987 - Tyrese Rice, ex cestista statunitense
- 1987 - Fabián Rinaudo, ex calciatore argentino
- 1987 - Linda Sembrant, calciatrice svedese
- 1987 - Felipe Trevizan Martins, ex calciatore brasiliano
- 1987 - Dīmītrīs Verginīs, cestista greco
- 1987 - Fahd Youssef, calciatore siriano
- 1987 - Thaísa de Menezes, pallavolista brasiliana
- 1988 - Adam Bakri, attore palestinese
- 1988 - Steve Borg, calciatore maltese
- 1988 - Jefferson Cuero, ex calciatore colombiano
- 1988 - Diego, ex calciatore brasiliano
- 1988 - Nicole Flint, modella sudafricana
- 1988 - Kenardo Forbes, calciatore giamaicano
- 1988 - Will Graves, ex cestista statunitense
- 1988 - Matteo Gualemi, giocatore di biliardo italiano
- 1988 - Dmitrij Guz', ex calciatore russo
- 1988 - Kim Dae-ho, calciatore sudcoreano
- 1988 - Loïc Korval, judoka francese
- 1988 - Hugo López Martínez, ex calciatore spagnolo
- 1988 - Nedeljko Malić, ex calciatore bosniaco
- 1988 - Endéné Miyem, cestista francese
- 1988 - Samir Məmmədov, pugile azero
- 1989 - Heimano Bourebare, calciatore francese
- 1989 - Álvaro Domínguez Soto, ex calciatore spagnolo
- 1989 - Dragoș Firțulescu, allenatore di calcio e ex calciatore rumeno
- 1989 - Kenneth Gangnes, ex saltatore con gli sci norvegese
- 1989 - James Holland, ex calciatore australiano
- 1989 - Philipp Hosiner, calciatore austriaco
- 1989 - Carlos Lanza, calciatore honduregno
- 1989 - Sunny, cantante, attrice e conduttrice radiofonica sudcoreana
- 1989 - Salas Okechukwu, ex calciatore nigeriano
- 1989 - Stephan Palla, ex calciatore austriaco
- 1989 - João Pedro Silva, triatleta portoghese
- 1989 - Synnøve Solemdal, ex biatleta norvegese
- 1989 - Ceren Taşçı, attrice turca
- 1989 - Miro Varvodić, calciatore croato
- 1989 - Yang Junjing, pallavolista cinese
- 1989 - Mapou Yanga-Mbiwa, calciatore centrafricano
- 1990 - Massimiliano Ammendola, ex calciatore italiano
- 1990 - Ryō Aono, ex snowboarder giapponese
- 1990 - Cynthia Appiah, bobbista, ex pesista e ex martellista canadese
- 1990 - Sophie Cookson, attrice britannica
- 1990 - Jordan Eberle, hockeista su ghiaccio canadese
- 1990 - Li Xueying, sollevatrice cinese
- 1990 - Joseph Mattock, calciatore inglese
- 1990 - Stella Maxwell, supermodella britannica
- 1990 - Erik Pimentel, calciatore messicano
- 1990 - Varien, compositore e produttore discografico statunitense
- 1990 - Christine Roper, canottiera canadese
- 1990 - Brandon Sebirumbi, ex cestista statunitense
- 1990 - David Simão, calciatore italiano
- 1990 - Michael Sollbauer, calciatore austriaco
- 1991 - Mihaela Fileva, cantante bulgara
- 1991 - Abraham Hamadeh, politico e militare statunitense
- 1991 - Jennifer Hof, modella tedesca
- 1991 - Kevin Mensah, calciatore danese
- 1991 - Ronny Montero, calciatore boliviano
- 1991 - Femi Ogunode, velocista nigeriano
- 1991 - Elias Uzamukunda, ex calciatore ruandese
- 1991 - Anamari Velenšek, judoka slovena
- 1991 - Christian Wade, rugbista a 15 e giocatore di football americano britannico
- 1991 - Nate Wolters, ex cestista statunitense
- 1991 - Luca Zanatta, hockeista su ghiaccio italiano
- 1992 - Rolando Abreu, calciatore cubano
- 1992 - José Benavidez Jr., pugile statunitense
- 1992 - Bartosz Bielenia, attore polacco
- 1992 - Chloe Margrethe Fausa, ex sciatrice alpina norvegese
- 1992 - Gian Marco Ferrari, calciatore italiano
- 1992 - Ambra Gutierrez, modella italiana
- 1992 - Waleed Hussain, calciatore emiratino
- 1992 - Dwayne James, calciatore trinidadiano
- 1992 - Benjamin Kololli, calciatore svizzero
- 1992 - Brooks Macek, hockeista su ghiaccio canadese
- 1992 - Ablaye Mbengue, calciatore senegalese
- 1992 - Oleksandr Nojok, calciatore ucraino
- 1992 - Sebastián Olivares, calciatore argentino
- 1992 - Andrew Pozzi, ostacolista britannico
- 1992 - Kai Pröger, calciatore tedesco
- 1992 - Milan Singh, calciatore indiano
- 1992 - Alyxandria Treasure, altista canadese
- 1992 - Clayton Vaughn, velocista statunitense
- 1992 - Marianna Vujko, pallavolista italiana
- 1993 - Stefania Bivone, modella italiana
- 1993 - Shanice Craft, discobola e pesista tedesca
- 1993 - Mohamed Gouaida, calciatore tunisino
- 1993 - Josh Gross, calciatore olandese
- 1993 - Tomáš Kalas, calciatore ceco
- 1993 - Marco Larsen, ex calciatore danese
- 1993 - Réginald Mbu Alidor, calciatore francese
- 1993 - Ryan McGinnis, attore e ballerino statunitense
- 1993 - Quế Ngọc Hải, calciatore vietnamita
- 1993 - Jennie Nordin, calciatrice svedese
- 1993 - Edoardo Padovani, rugbista a 15 italiano
- 1993 - Dominique Pandor, calciatore francese
- 1993 - Joey Pelupessy, calciatore olandese
- 1993 - Diego Rubio, calciatore cileno
- 1993 - Olaf Schaftenaar, cestista olandese
- 1993 - Willie Hortencio Barbosa, calciatore brasiliano
- 1994 - Abdulmajeed Al-Sulayhem, calciatore saudita
- 1994 - Amir Bilali, calciatore macedone
- 1994 - Giada Carmassi, ostacolista italiana
- 1994 - Valentina Cillara Rossi, ex sciatrice alpina italiana
- 1994 - Henrietta Csiszár, calciatrice e giocatrice di calcio a 5 ungherese
- 1994 - Matilde Fidalgo, calciatrice portoghese
- 1994 - Steliano Filip, calciatore rumeno
- 1994 - Filippos Kalogiannidīs, cestista greco
- 1994 - Anthony Mossi, calciatore francese
- 1994 - Maximilian Sauer, calciatore tedesco
- 1994 - Alex Silva, calciatore brasiliano
- 1995 - Bruce Bvuma, calciatore sudafricano
- 1995 - Dragon Lee, wrestler messicano
- 1995 - Maximiliano Fornari, calciatore argentino
- 1995 - T.J. Green, giocatore di football americano statunitense
- 1995 - Gastón Guruceaga, calciatore uruguaiano
- 1995 - Reetta Hurske, ostacolista finlandese
- 1995 - Shainah Joseph, pallavolista canadese
- 1995 - Benji Núñez, calciatore spagnolo
- 1995 - Fran Núñez, calciatore spagnolo
- 1995 - Davíð Kristján Ólafsson, calciatore islandese
- 1995 - Darío Rodríguez Parra, calciatore colombiano
- 1995 - Ksenija Sitnik, cantante bielorussa
- 1995 - Joachim Sutton, canottiere danese
- 1995 - Anas Tahiri, calciatore belga
- 1995 - Jakub Wolny, saltatore con gli sci polacco
- 1996 - Shannon-Ogbnai Abeda, sciatore alpino eritreo
- 1996 - Andrew Beck, giocatore di football americano statunitense
- 1996 - Nerea Camacho, attrice spagnola
- 1996 - Lucrezia Fantelli, sciatrice freestyle italiana
- 1996 - Mitch Fettig, giocatore di football americano statunitense
- 1996 - Alejandro Galán Romo, sportivo spagnolo
- 1996 - Hector Hevel, calciatore olandese
- 1996 - Patrick Kujala, ex pilota automobilistico finlandese
- 1996 - Sam Merrill, cestista statunitense
- 1996 - John Reid, giocatore di football americano statunitense
- 1996 - Raven Saunders, pesista statunitense
- 1996 - Bartłomiej Stój, discobolo polacco
- 1996 - Sara Thrige Andersen, calciatrice danese
- 1996 - Birdy, cantautrice e musicista britannica
- 1997 - Bat-Ochiryn Bolortuyaa, lottatrice mongola
- 1997 - Myles Carter, cestista statunitense
- 1997 - Oliver Davies, sciatore freestyle britannico
- 1997 - Jonathan Dean, calciatore statunitense
- 1997 - Ousmane Dembélé, calciatore francese
- 1997 - Ashton Dulin, giocatore di football americano statunitense
- 1997 - Matías Gallegos, calciatore argentino
- 1997 - Rasheem Green, giocatore di football americano statunitense
- 1997 - Role Model, cantante statunitense
- 1997 - Hlib Hračov, calciatore ucraino
- 1997 - Emanuela Ionica, doppiatrice rumena
- 1997 - Dario Ivanovski, mezzofondista macedone
- 1997 - Gökhan Kardeș, calciatore turco
- 1997 - Gabriel Lopes, nuotatore portoghese
- 1997 - Iván Martos, calciatore spagnolo
- 1997 - Samuel Obeng, calciatore ghanese
- 1997 - Charles Pickel, calciatore svizzero
- 1997 - Smokepurpp, rapper, produttore discografico e cantautore statunitense
- 1997 - Simon Rueland, sciatore alpino austriaco
- 1997 - MKDMSK, rapper finlandese († 2019)
- 1997 - Idriz Voca, calciatore svizzero
- 1997 - Ignacio Vázquez, calciatore argentino
- 1998 - Josh Ball, giocatore di football americano statunitense
- 1998 - Michelangelo Biondelli, rugbista a 15 italiano
- 1998 - Anjan Bista, calciatore nepalese
- 1998 - Iván Bolaño, calciatore argentino
- 1998 - Santiago Brunelli, calciatore uruguaiano
- 1998 - Xavier Cardelús, pilota motociclistico andorrano
- 1998 - Luke Fortner, giocatore di football americano statunitense
- 1998 - João Erick, calciatore brasiliano
- 1998 - Kokoy de Santos, attore, cantante e ballerino filippino
- 1998 - Mirco Minguzzi, lottatore italiano
- 1998 - Teddy Okou, calciatore francese
- 1998 - Illja Putrja, calciatore ucraino
- 1998 - Pablo Rodríguez, giocatore di calcio a 5 costaricano
- 1998 - Lucrezia Stefanini, tennista italiana
- 1998 - Eric Vila, cestista spagnolo
- 1999 - Timothée Bazille, cestista francese
- 1999 - Ashley Charles, calciatore grenadino
- 1999 - Mouhamadou Drammeh, calciatore francese
- 1999 - Anastasija Gasanova, tennista russa
- 1999 - Liam Gordon, calciatore guyanese
- 1999 - Seone Mendez, tennista australiana
- 1999 - Dazz Newsome, giocatore di football americano statunitense
- 1999 - Trevor Penning, giocatore di football americano statunitense
- 1999 - Joao Quiñónez, calciatore ecuadoriano
- 1999 - Arnór Sigurðsson, calciatore islandese
- 1999 - Sebastian Strózik, calciatore polacco
- 1999 - Koki Ueyama, velocista giapponese
- 1999 - Júnior Brumado, calciatore brasiliano
- 2000 - Cole Anthony, cestista statunitense
- 2000 - Manuel Bastianelli, pilota motociclistico italiano
- 2000 - Claire Chaussee, pallavolista statunitense
- 2000 - Masca, calciatore portoghese
- 2000 - Jha'Quan Jackson, giocatore di football americano statunitense
- 2000 - Dajana Jastrems'ka, tennista ucraina
- 2000 - Tani Oluwaseyi, calciatore nigeriano
- 2000 - Balthazar Pierret, calciatore francese
- 2000 - Jensen Plowright, ciclista su strada e pistard australiano
- 2000 - Magrão, calciatore brasiliano
- 2000 - Riccardo Suarez, doppiatore italiano
- 2000 - Joaquín Wigman, ex calciatore uruguaiano
- 2000 - Noah Williams, tuffatore britannico
- 2000 - Rie Yoshida, nuotatrice artistica giapponese
- 2000 - Nadir Zeineddin, calciatore argentino
- 2000 - Dmitrijs Zeļenkovs, calciatore lettone
- 2000 - Nicola Zonta, pallavolista italiano

## XXI secolo(29)
- 2001 - Jeremiah Azu, velocista britannico
- 2001 - Cédrine Kerbaol, ciclista su strada francese
- 2001 - Jake O'Brien, calciatore irlandese
- 2001 - Maria Plattner, calciatrice austriaca
- 2001 - Jack van Poortvliet, rugbista a 15
- 2001 - Geovani, calciatore brasiliano
- 2001 - Tristan da Silva, cestista tedesco
- 2002 - Raphael Bouju, velocista olandese
- 2002 - Amy Hunt, velocista britannica
- 2002 - Jasurbek Jaloliddinov, calciatore uzbeko
- 2002 - David Kruse, calciatore danese
- 2002 - Chrislain Matsima, calciatore francese
- 2002 - Coli Saco, calciatore maliano
- 2002 - Tom Waldsteiner, tuffatore tedesco
- 2002 - Moritz Wesemann, tuffatore tedesco
- 2003 - Leo Borg, tennista svedese
- 2003 - Đorđije Jovanović, cestista montenegrino
- 2003 - Ayi Silva Kangani, calciatore israeliano
- 2003 - Lewis Neilson, calciatore scozzese
- 2003 - Luca Netz, calciatore tedesco
- 2003 - Nicolas Šikula, calciatore slovacco
- 2004 - Federico Borolo, giocatore di calcio a 5 italiano
- 2004 - Mahamadou Doumbia, calciatore maliano
- 2004 - Mario Sauer, calciatore slovacco
- 2004 - Gabriel Slonina, calciatore statunitense
- 2006 - David Muñoz, pilota motociclistico spagnolo
- 2006 - Yoram Zague, calciatore francese
- 2007 - Isabelle Tavano, ginnasta italiana
- 2008 - Choe Wi-hyon, tuffatore nordcoreano